# Ōoka (Klan)

Wappen der Ōoka
(Ōoka shippō)

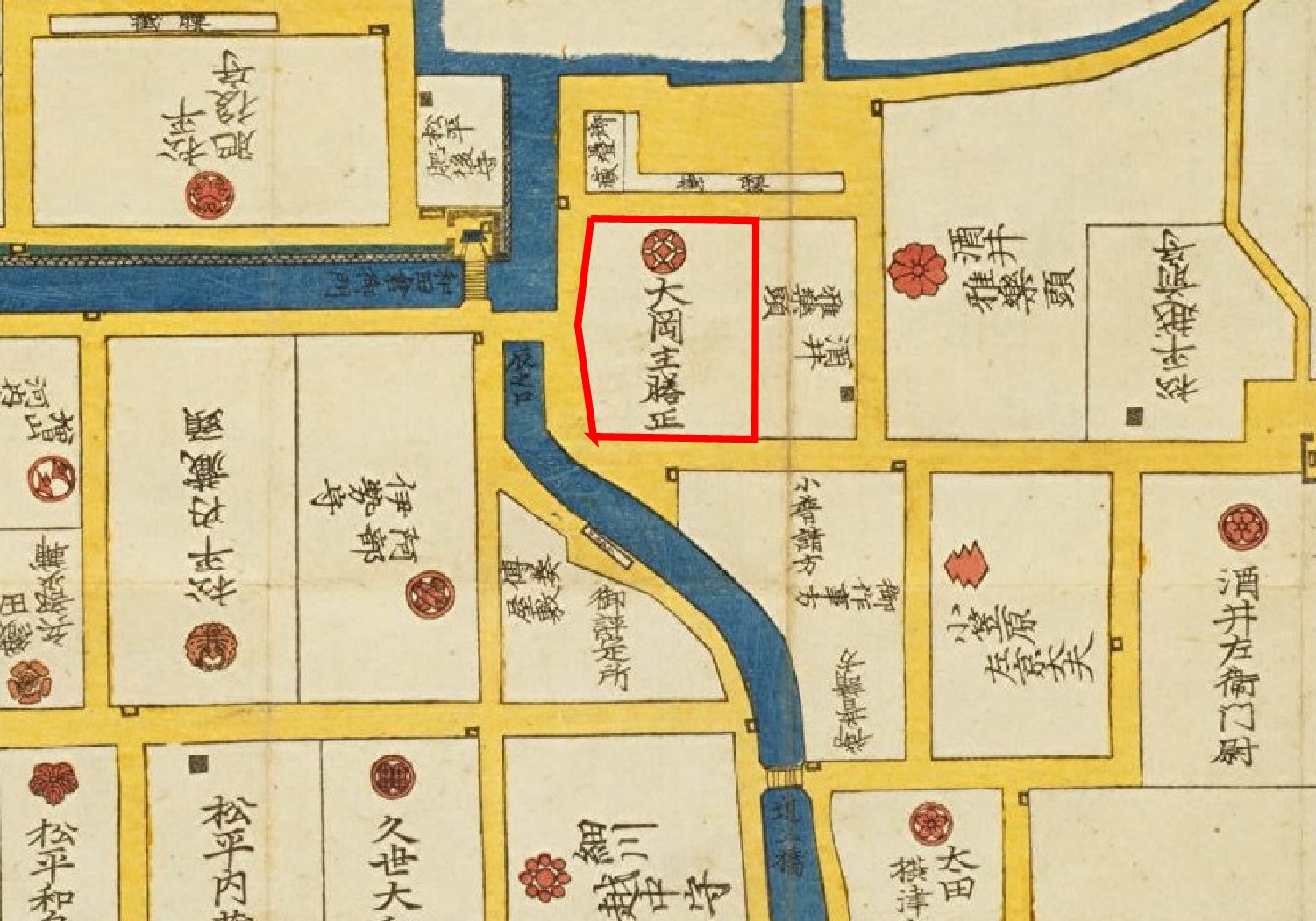
Iwatsuki-Ōoka-Residenz in Edo

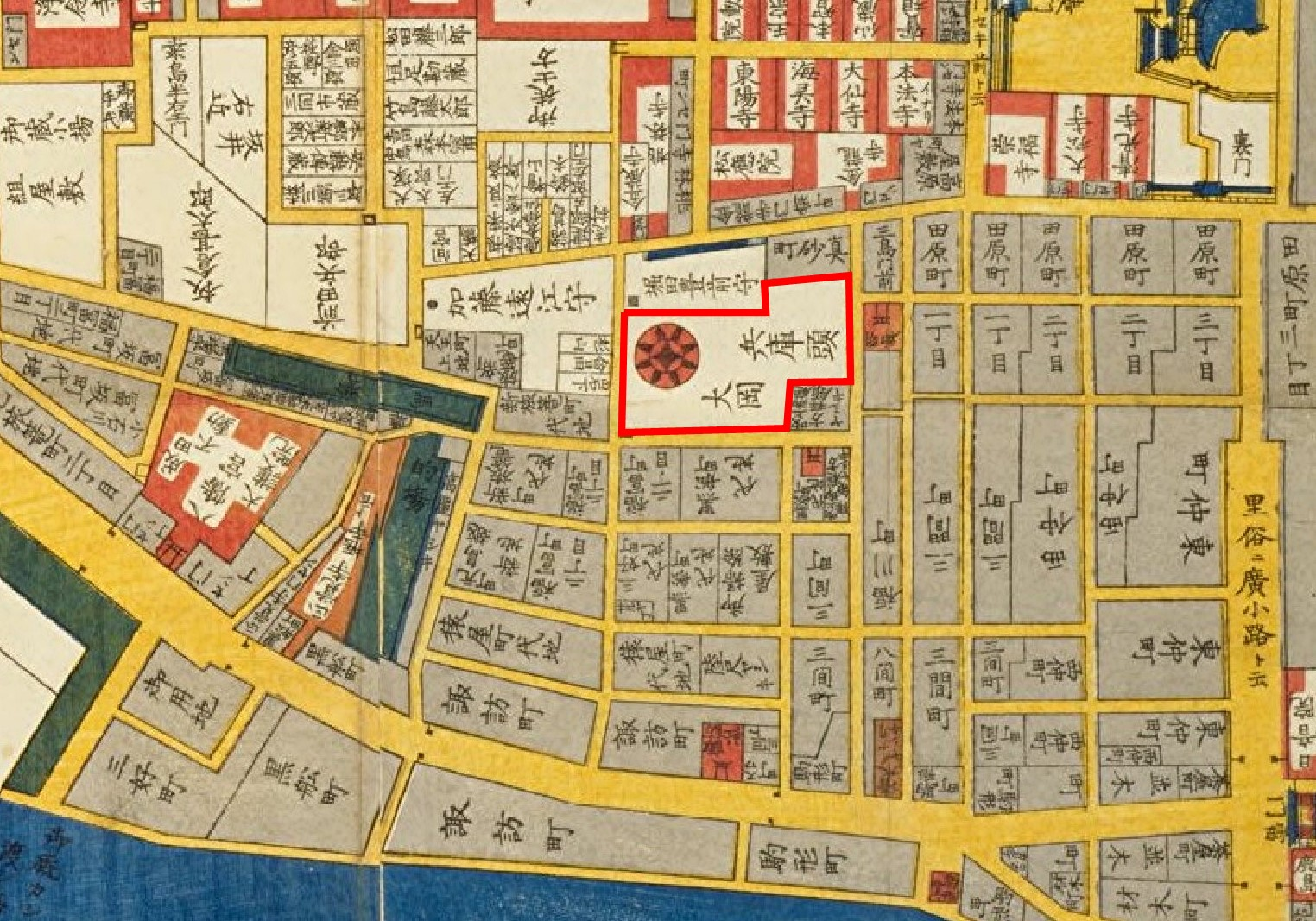
Iwatsuki-Ōoka-Residenz in Edo

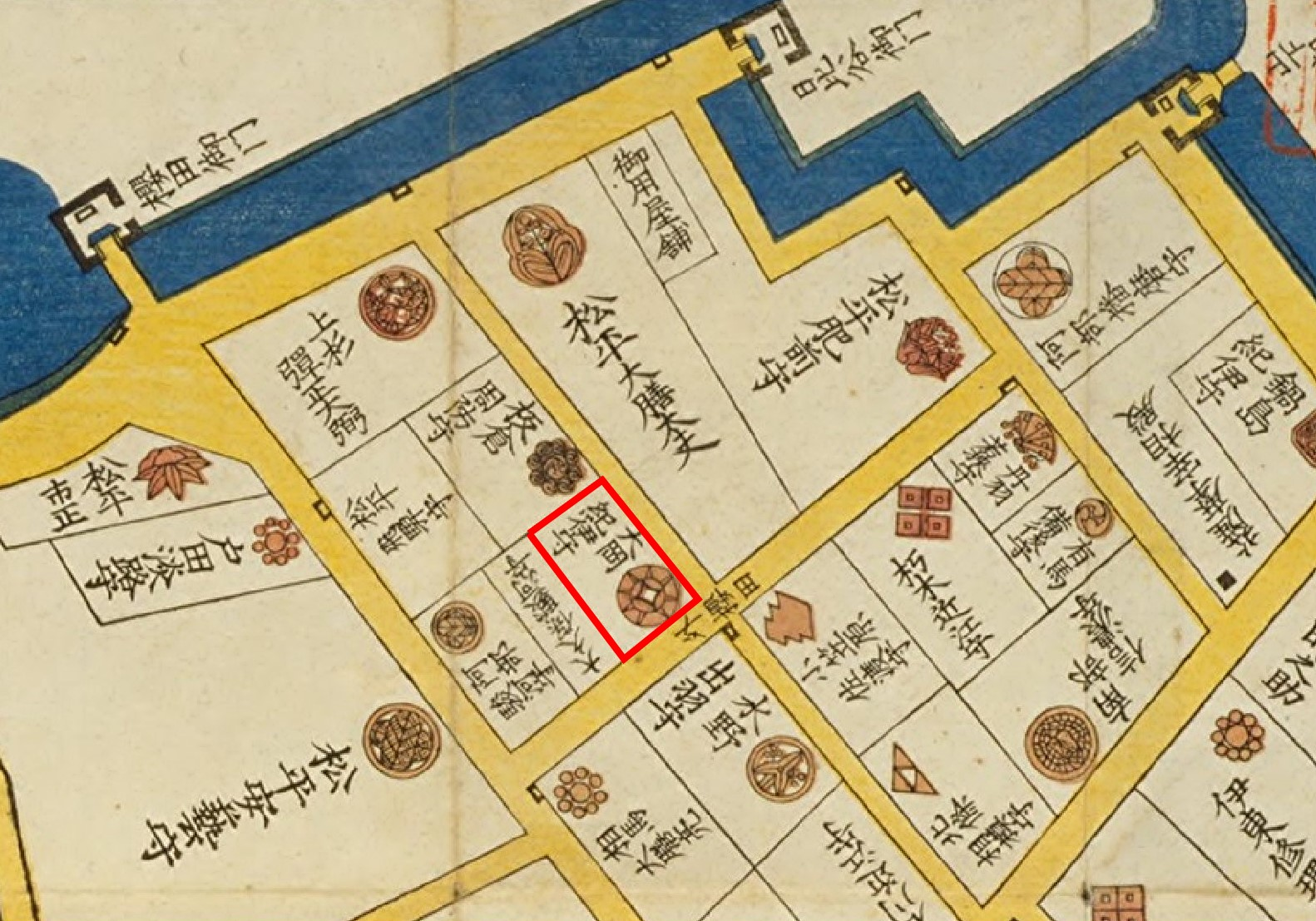
Nishi-Ōhira-Ōoka-Residenz in Edo

Die Ōoka (japanisch 大岡氏, Ōoka-shi) waren eine Familie des japanischen Schwertadels (Buke), die sich von Fujiwara (Kujō) no Norizane (1210–1235), einem Sohn Kujō Michiies, ableitete. Mit einem Einkommen von 23.000 Koku gehörten die in Iwatsuki (heute Stadtteil von Saitama, Präfektur Saitama) residierenden Ōoka zu den kleineren Fudai-Daimyō der Edo-Zeit.

## Genealogie

### Hauptzweig
- Tadasuke (忠相; 1677–1751) diente als Samurai dem Bakufu, erwies sich als fähiger Administrator und machte Karriere. 1748 wurde er zum Daimyō erhoben und erhielt Nishi-Ōhira[Anm. 2] in der Provinz Mikawa mit 10.000 Koku. Seine Nachkommen residierten dort in einem Festen Haus (jinya). Nach 1868 Vizegraf.

### Nebenzweig
- Tadamitsu (忠光; 1709–1760) aus einem Nebenzweig der Familie wurde 1751 zum Daimyō von Katsuura (Kazusa) erhoben. Ab 1756 residierten er und seine Nachkommen in Iwatsuki[Anm. 3]  (Musashi) mit 23.000 Koku. Nach 1868 Vizegraf.